# Живрон
Живрон (фр. Givron) насеље је и општина у североисточној Француској у региону Шампањ-Арден, у департману Ардени која припада префектури Ретел.
По подацима из 2011. године у општини је живело 91 становника, а густина насељености је износила 12,73 становника/km². Општина се простире на површини од 7,15 km². Налази се на средњој надморској висини од 115 метара.

## Демографија
| 1962. | 1968. | 1975. | 1982. | 1990. | 1999. | 2011. |
| ----- | ----- | ----- | ----- | ----- | ----- | ----- |
| 112   | 119   | 95    | 99    | 95    | 85    | 91    |

График промене броја становника у току последњих година